# Bãi đỗ xe

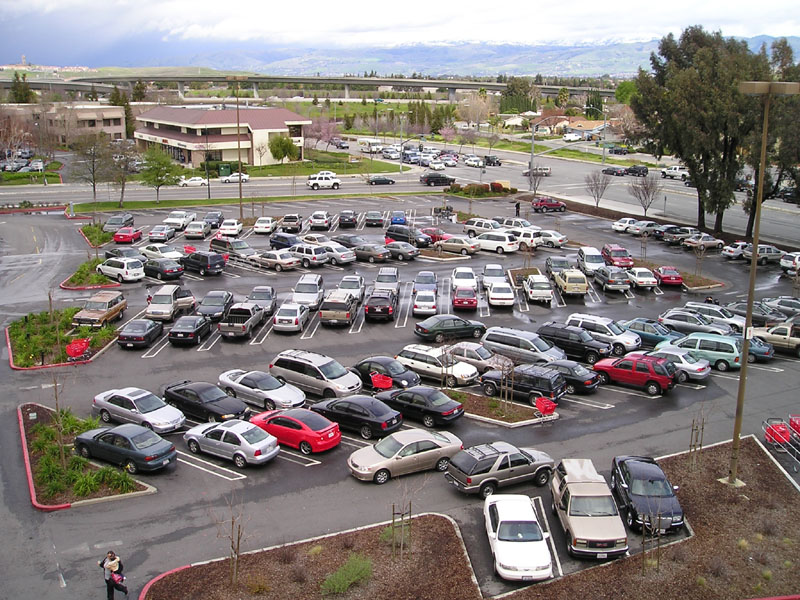
Tòa cảnh một bãi đỗ xe

Bãi đỗ xe hay bãi đậu xe hay bãi giữ xe (tiếng Anh tại Mỹ: parking lot, tiếng Anh tại Anh: car park) là một khu vực rộng lớn, trống trải được quy hoạch, xây dựng để dành cho việc đậu các loại xe (thông thường là xe hơi). Thông thường, thuật ngữ này nói đến một khu vực chuyên dụng đã được giải phóng mặt bằng và xây dựng các công trình kiên cố hoặc bán kiên cố. Trong hầu hết các quốc gia nơi mà xe ô tô là phương tiện chủ yếu và quan trọng của giao thông vận tải thì bãi đỗ xe là một cơ cấu của tất cả các thành phố và khu vực ngoại ô, trung tâm mua sắm, sân vận động thể thao và các địa điểm tương tự thường có rất nhiều bãi đỗ xe ở khu vực rộng lớn.

## Đặc điểm
Các bãi đỗ xe thông thường được lát nhựa. Một số được lát bằng bê tông. Bãi đỗ xe có kiểu riêng đặc biệt liên quan đến quy chuẩn kỹ thuật. Bãi đỗ xe cũng có thể rất nhỏ, chỉ với chỗ đỗ xe cho một vài xe, hoặc là bãi đỗ xe rất lớn với không gian cho hàng ngàn xe. Bãi đỗ xe nhỏ thường là các tòa nhà gần cho các doanh nghiệp vừa và nhỏ hoặc một căn hộ. Bãi đỗ xe lớn hơn có thể được cho các doanh nghiệp lớn hơn hoặc những nơi có nhiều khách hàng, các tổ chức như trường học, nhà thờ, văn phòng, hoặc bệnh viện, viện bảo tàng hoặc các địa điểm du lịch khác.

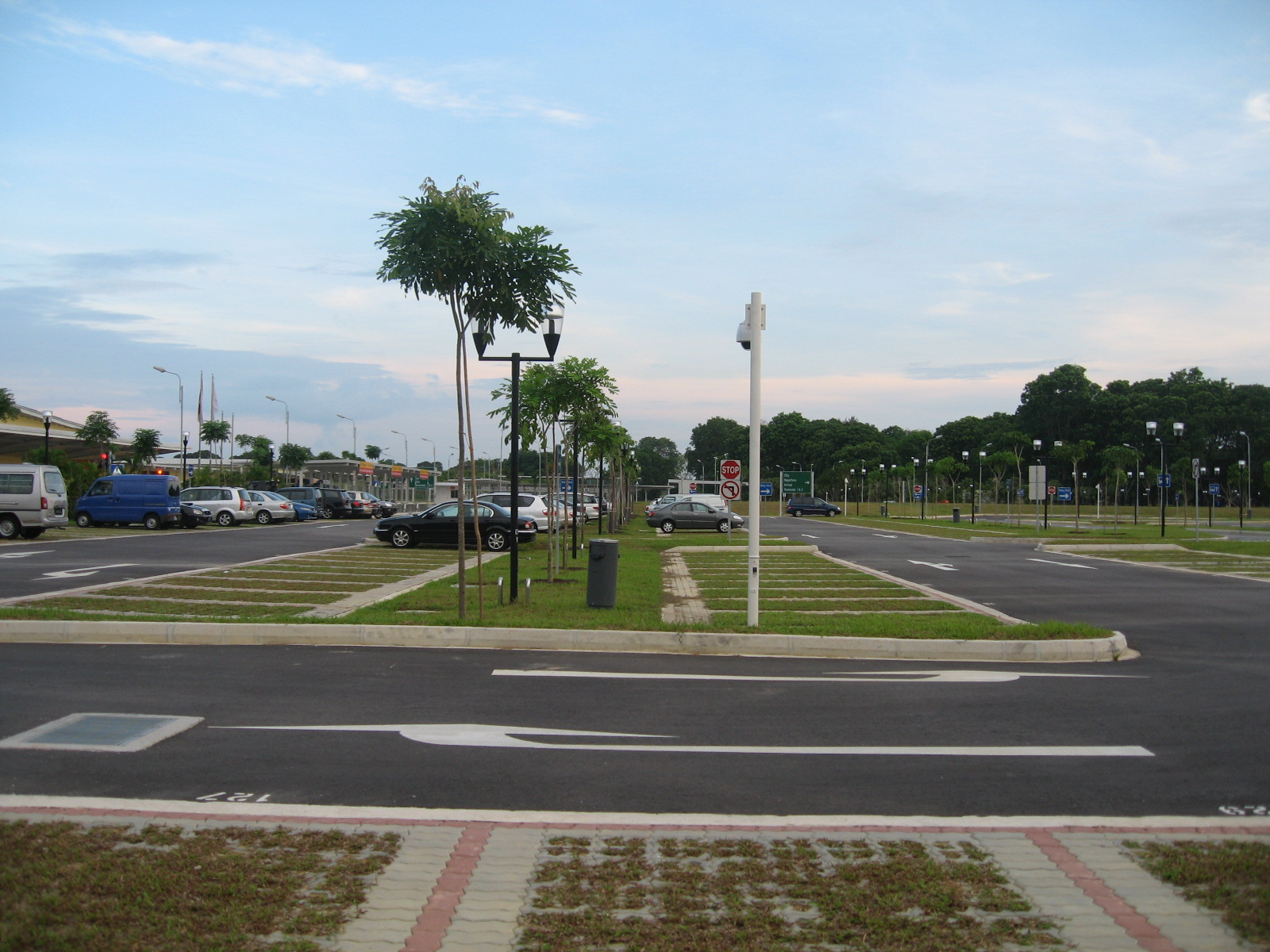
Một bãi đỗ xe trước sân bay

Một số doanh nghiệp, các tổ chức, hoặc đơn vị khác có thể có một số bãi đỗ xe riêng nếu nhà để xe không thể đáp ứng nhu cầu đỗ xe của họ. Các chỗ đỗ xe lớn và rất lớn có thể được xây dựng phục vụ cho sân vận động, sân bay, ga tàu, trung tâm thương mại, trung tâm mua sắm với nhiều doanh nghiệp, trường học hoặc các trường đại học lớn, trung tâm hội nghị hoặc các cơ sở công bằng, nhà hát, nơi làm việc với nhiều nhân viên như nhà máy, xí nghiệp, vv, hoặc các tổ chức có quy mô lớn. Thường thì một số doanh nghiệp, văn phòng, cao ốc, hoặc các tổ chức khác có thể sử dụng một hoặc nhiều bãi đỗ xe chung cho thuận tiện công việc của họ.
Tại những nơi mà hầu hết du khách và nhân viên sử dụng xe của họ để vào và ra đột xuất, các bãi đỗ xe tạm thời thường thường nằm trong khuôn viên các tòa nhà hoặc lề đường phố cạnh tòa nhà ví dụ như các trung tâm mua sắm và các tòa nhà văn phòng. Bãi đỗ xe xung quanh các chung cư thường là nội bộ dành cho việc sử dụng bãi đỗ xe của người dân trong chung cư, mặc dù đôi khi có thể dành một phần cho du khách, khách vãng lai. Việc đỗ xe ở các doanh nghiệp, văn phòng và nhà ở thường được miễn phí cho khách hàng, những khách quen, hoặc người dân trong một số trường hợp.
Trong hầu hết trường hợp, đặc biệt là tại các khu vực có bãi đỗ xe khan hiếm, người ta phải trả tiền để công viên được sử dụng tạm thành một bãi đỗ xe. Trong nhiều trường hợp một số doanh nghiệp không có khu vực đỗ xe riêng của họ, có rất nhiều bãi đỗ xe mà thực tế bất kỳ lái xe có thể trả một khoản phí để đỗ xe.
Một số không gian trong một bãi đỗ xe có thể được đánh dấu là "dành riêng" cho những người nhất định, bao gồm cả những người tàn tật. Thường có một hoặc nhiều chỗ đỗ xe cho người khuyết tật, trong đó có thể được khá rộng, đỗ xe thường có lối vào và lối ra được kiểm soát bởi những người quản lý, nhân viên bảo vệ hoặc người soát vé.